# Belmonte Mezzagno
Belmonte Mezzagno es una localidad italiana de la provincia de  Palermo, región de Sicilia, con 10.872 habitantes.

Ubicación de la ciudad de Belmonte Mezzagno dentro de la provincia de Palermo.

## Evolución demográfica
| Gráfica de evolución demográfica de Belmonte Mezzagno entre 1861 y 2001 |
|                                                                         |
| Fuente ISTAT - Elaboración gráfica por parte de Wikipedia               |